# Lijst van christelijke politici in het Midden-Oosten
Dit is een lijst van christelijke politici in het Midden-Oosten.

## Christelijke politici in het Midden-Oosten
Met uitzondering van Libanon, waar de president (in dit geval Michel Suleiman) altijd een (maronitisch) christen moet zijn, heeft op dit moment geen enkel land in het Midden-Oosten een christen als regeringsleider. In sommige landen in het Midden-Oosten (bijvoorbeeld Egypte, Jordanië en Syrië) heeft wel altijd een christen zitting in de regering.
In Libanon is de president altijd een maronitisch christen en is het kabinet langs confessionele lijnen samengesteld. Twaalf ministers zijn christenen van diverse gezindten en twaalf ministers zijn moslims van diverse gezindten. Naast de maronieten, die politiek gezien de sterkste christelijke groep vormen, bezitten de Grieks-katholieken, de oosters-orthodoxen en de Armeense christenen (Armeens-orthodoxen en Armeens-katholieken) politieke invloed en zijn meestal in de regering opgenomen. Meestal heeft ook een protestant zitting in de regering (vroeger Bassil Fleihan, thans Sami Haddad).
De helft van het 128 leden tellende Nationale Vergadering (Libanees parlement) bestaat uit christenen, de andere helft uit moslims.
In de regering van de Palestijnse Autoriteit hebben meestal christenen zitting. In de Hamas-regering zat één christen, Tanas Abu Eita, de minister van Toerisme, maar hij nam op 13 juni 2006 ontslag. Een Hamas-woordvoerder zei naarstig op zoek te zijn naar een christelijke politicus om zitting te nemen in de regering. Op lokaal niveau (met name in de stad Bethlehem), spelen christelijke Palestijnen een rol van betekenis. Victor Batarseh, de huidige burgemeester van die stad is christen. Christenen speelden in het verleden een rol van betekenis binnen de Palestijnse bevrijdingsorganisaties.
Ten slotte dient te worden opgemerkt dat met name leden van Grieks-orthodoxe Kerk een belangrijke rol speelden binnen het Arabisch nationalisme, alsook binnen de Groot-Syrische beweging.

## Lijst van christelijke politici in het Midden-Oosten

### Middeleeuwen
- Said Ibn Batriq, hofarts van kalief al-Qahir (932-934). Batriq was ook leider van de christelijke gemeenschap van Egypte.
- Abu I-Fadl Hasday, minister aan het hof van koning Banu Hud van Zaragozza.
- Ibn an-Nahgrilla (11e eeuw), eerste minister van Granada.
- Ibn Bukhoti, schatkistbewaarder.

### Moderne tijd

#### Cyprus
- Makarios III (1913-1977), Etnarch en aartsbisschop van Cyprus (1950-1977), president van Cyprus (1960-1977[1])

#### Egypte
- Boutros Ghali (1846-1910), premier van Egypte (1908-1910).
- Yusuf Wahba Pasja (1865-1933), premier van Egypte (1919-1920), kleinzoon van Boutros Ghali.
- Yusuf Boutros-Ghali (?), minister van Financiën, zoon van Boutros Ghali.
- Wasef Boutros-Ghali Pasja (1878-1958), minister van Buitenlandse Zaken (1924, 1928, 1930 en 1936-1937).
- Boutros Boutros-Ghali (°1922), minister van Buitenlandse Zaken (1977-1979), secretaris-generaal van de Verenigde Naties (1992-1997).
- Yusuf Boutros-Ghali (°1952), staatsminister van Internationale Samenwerking (1993-1996), staatsminister van Economische Zaken (1996), minister van Economische Zaken en Buitenlandse Handel (1996-2004) en minister van Financiën en Verzekeringen (2004-).
- William Makram Ebeid (1889-1961), secretaris-generaal van de Wafdpartij, minister van Communicatie (1928), minister van Financiën (1930, 1936-1937 en 1942). Neef van Boutros Boutros-Ghali.
- Nadia Makran Ebeid (?), minister van Staat.
- Kamal Stino (?), vicepremier onder president Nasser.
- Moheb Stino (?), minister van Toerisme en Luchtvaart onder president Anwar al-Sadat. Broer van Kamal Stino.
- Charles Stino (?), onderminister van Industrie onder president Nasser, broer van Moheb en Kamal.
- Murqus Hanna (?), lid van de Wafdpartij, minister van Openbare Werken (1924-), schoonvader van William Makram Ebeid.

#### Irak
- Tariq Aziz (°1936), minister van Informatie (1974-), minister van Buitenlandse Zaken (1983-1991), eerste vicepremier (1991-2003), lid van de Ba'ath-partij en sinds 1977 van haar Revolutionaire Commandoraad en de Regionale Commandoraad.
- Georges Sada (°1939?), viceluchtmaarschalk tijdens het Ba'ath-regime, "born-again" Christen (Presbyteriaan, geboren als Chaldeeuws-katholiek), woordvoerder van premier Iyad Allawi (2004-2005) en daarna nationale veiligheidsadviseur.
- Bahnam Zaya Bulos (°1944), minister van Transport (2003-2004).
- Basimah Yusuf Butrus (°1963), politica, enige Christelijke minister (van Wetenschappen en Technologie) in de huidige Iraakse regering (sinds mei 2005). Lid van de Katholieke Caritas, mensenrechtenactiviste.
- Franso Hariri (1937-2001), Assyrisch-Koerdisch politicus, lid van het Centraal Comité van de Koerdische Democratische Partij van Irak (KDP) 1979-2001, vertrouweling van de legendarische Koerdische leider Mustafa Barzani, gouverneur van Arbil en minister in de Koerdische Regionale Regering.
- Fawzi Hariri (°1958), zoon van Franso Hariri, lid van de KDP.
- Freydun Atturaya (Freydun Ben Abram) (1891-1926), medeoprichter van de Assyrische Socialistische Partij, voorzitter van Assyrische Nationale Raad.
- Pascal Esho Warda (?), voormalig minister van Immigratie en Vluchtelingen Zaken in de Iraakse interim-regering (na de val van Saddam Hoessein), lid van de Assyrische Democratische Unie, medeoprichtster van het Iraakse Genootschap voor de Mensenrechten, voormalig voorzitster van de Assyrische Vrouwenunie.
- Sarkis Aghajan Mamendo (?), minister van Financiën en Economische Zaken (1999-) en vicepremier (2004-2006) in de Koerdische Regionale Regering. Lid van de Nochiyayah stam en de KDP.
- Wijdan Michael Salim (?), minister van Mensenrechten onder premier Nouri Maliki.
- Yonadam Kanna (?), secretaris-generaal van de Assyrische Democratische Unie (1982-), lid van de Iraakse Regeringsraad (2003-2004), lid regionale vergadering, daarna minister van Openbare Werken van de Iraakse Autonome Regio.
- Yusuf Salman Yusuf (1901-1949), secretaris-generaal van de Iraakse Communistische Partij (1941-1949).

#### Iran
- Younatan Botkilia (?), lid van de Majlis (parlement) voor de Assyrische minderheid (2000-)
- Shamshoon Maqsudpoour (?), lid van de Majlis tot 2000 voor de Assyrische minderheid.
- Georgik Abrahamiam (?), lid van de Majlis voor de Armeense minderheid (2000-2004).
- Leon Davidian (?), lid van de Majlis voor de Armeense minderheid (2004-).
- Robert Belgarian (?), lid van de Majlis voor de Armeense minderheid (2004-).

#### Israël
- Azmi Bishara (°1956), lid van de Knesset voor de Balad (1996-).
- Issam Makhoul (°1952), secretaris-generaal van de Communistische Partij van Israël.

#### Jordanië
- Marwan Muasher (°1956), minister van Buitenlandse Zaken (2002-2004), vicepremier (2004-2005).
- Odeh Qawwas, parlementslid voor het derde district van Amman.
- Hajji Haddad (°1943), parlementslid voor het tweede district van Irbid, lid van het Nationaal Solidariteitsblok.
- Raed Qaqeesh, parlementslid voor het eerste district van Balqa.
- Fakhri Iskandar, parlementslid voor het derde district van Balqa.
- Abdullah Zreikat (°1946), parlementslid voor het eerste district Karak.
- Raed Hijazeen, parlementslid voor het tweede district van Karak.
- Bassam Haddadin (°1949), parlementslid voor het eerste district van Zarqa, lid van het Oppositioneel Blok/Jordaanse Democratische Uniepartij.
- Emad Maaiah (°1946), generaal-majoor b.d., parlementslid voor eerste district van Madaba.
- Wadie Zawaydeh, parlementslid voor het eerste district van Ajloun.

#### Libanon
- Charles Malik (1906-1987), Libanees ministers, medeauteur van de Universele Verklaring van de Rechten van de Mens, voorzitter van de Algemene Vergadering van de Verenigde Naties (1958-1959).
- Gebran Tueni (1957-2005), publicist, politicus en journalist.
- Ghassan Tueni (°1926), politicus en uitgever.
- Pierre Gemayel (1905-1984), politicus, oprichter van de Falangistische Partij (1936).
- Michel Aoun (°1935), generaal en politicus.
- Michel al-Murr (°1932), voormalig minister van Binnenlandse Zaken.
- Elias al-Murr (°1962), zoon van Michel al-Murr, huidige minister van Defensie.
- Karim Pakradouni (°1944), huidige voorzitter van de Falangistische Partij.
- Bassil Fleihan (1963-2005), voormalig minister van Financiën.
- Antun Saadah (1904-1949), oprichter van de Syrische Sociale Nationalistische Partij (SSNP).
- Ghassan Salamé (?), voormalig minister van Cultuur, afgevaardigde bij de VN.
- Nayla Moawad (°1940), weduwe van René Moawad president van Libanon in 1989, oppositieleidster.
- Beshara al-Khouri (1890-1964), eerste president van onafhankelijk Libanon (1943-1952).
- Émile Lahoud (°1936), president van Libanon (1998-), zie voorts: Lijst van presidenten van Libanon.

#### Palestina
- Hanan Ashrawi (°1946), politica en wetenschapper.
- George Habash (°1925), oprichter Volksfront voor de Bevrijding van Palestina (1967)
- Najef Nawatmeh (°1935/1937), oprichter Democratisch Front voor de Bevrijding van Palestina (1969)
- Husam Tawil (?), onafhankelijk lid van de Palestijnse Wetgevende Raad.
- Victor Batarseh, huidige burgemeester van Bethlehem.
- Hanna J. Nasser, voormalig burgemeester van Bethlehem.
- Tanas Abu Eita, minister van Toerisme (tot 13 juni 2006).
- Janette Khouri, burgemeester van Ramallah.

#### Syrië
- Michel Aflaq (1910-1989), medeoprichter van de Ba'ath-partij.
- Fares al-Khoury (1877-1962), voormalig premier.
- Ibrahim Haddad (?), minister van Energie (2001-2006), lid van de Ba'ath-partij.
- Michel Kilo (°1940), oppositieleider.
- Georges Nicola Jabour (°1938), minister van Staat (2006-), lid van de Ba'ath-partij.
- Mikhail Illyan (?), minister van Buitenlandse Zaken in 1945.
- Tawfiq Shamiyya (?), minister in de jaren 30 en 40.

## Noot
1. ↑  Met een korte onderbreking in 1974